# 파샤 테크닉
파벨 니콜라예비치 이브레프(Pavel Nikolayevich Ivlev, 1984년 7월 1일 ~ 2025년 4월 5일), 예명 파샤 테크니크(러시아어: Паша Техник Pasha Tekhnik[*]), 러시아 힙합 아티스트이자 음악 프로듀서 였다.
이브레프는 쿤테이니르 그룹의 창립자였으며 도발적인 작업과 행동으로 유명했다. 그의 작품의 주요 주제로는 마약 중독, 민족주의, 블랙 코미디 등이 있다. 러시아 언더그라운드 힙합 장면에서 가장 중요한 래퍼 중 한 명으로 언급되었다. 2010년 피지포크는 모스크바 일렉트로닉 씬에 관한 기사를 게재했는데, 그 기사에서 쿤테이니르는 "언더그라운드 레전드"로 불리고 앨범 Five Years 는 걸작으로 불렸다. 더 플로(The Flow)와 Rap.ru의 전 편집자 니콜라이 레드킨은 2000년대 중반의 Technique을 "새로운 음악을 좋아하고 비주류 힙합에 정통한, 듣기 좋고 매우 박식한 음악 애호가"라고 설명했다.
2010년대 후반부터 미디어의 인기를 얻었고 수많은 인터넷 쇼에 출연했으며 이러한 쇼에서 인용한 내용이 밈이 되었다.
파샤 테크니크는 첫 번째에 징역 1년을 선고받았고, 두 번째에 5개월, 세 번째에 8개월을 선고받았다.
2025년 4월 5일 폐암과 심장마비로 사망했다.